# 九凌水库
九凌水库是中国广西壮族自治区贵港市境内的一座水库，位于郁江支流鲤鱼江上，建于1957年。水库正常库容为1282万立方米，集雨面积为21平方千米，海拔为56.55米。